# Clark Mills
Pour les articles homonymes, voir Mills.
Clark Mills (13 décembre 1810 - 12 janvier 1883) est un sculpteur américain, célèbre pour ses trois versions de la statue équestre d'Andrew Jackson présentes à Washington D.C., Nashville et La Nouvelle-Orléans.

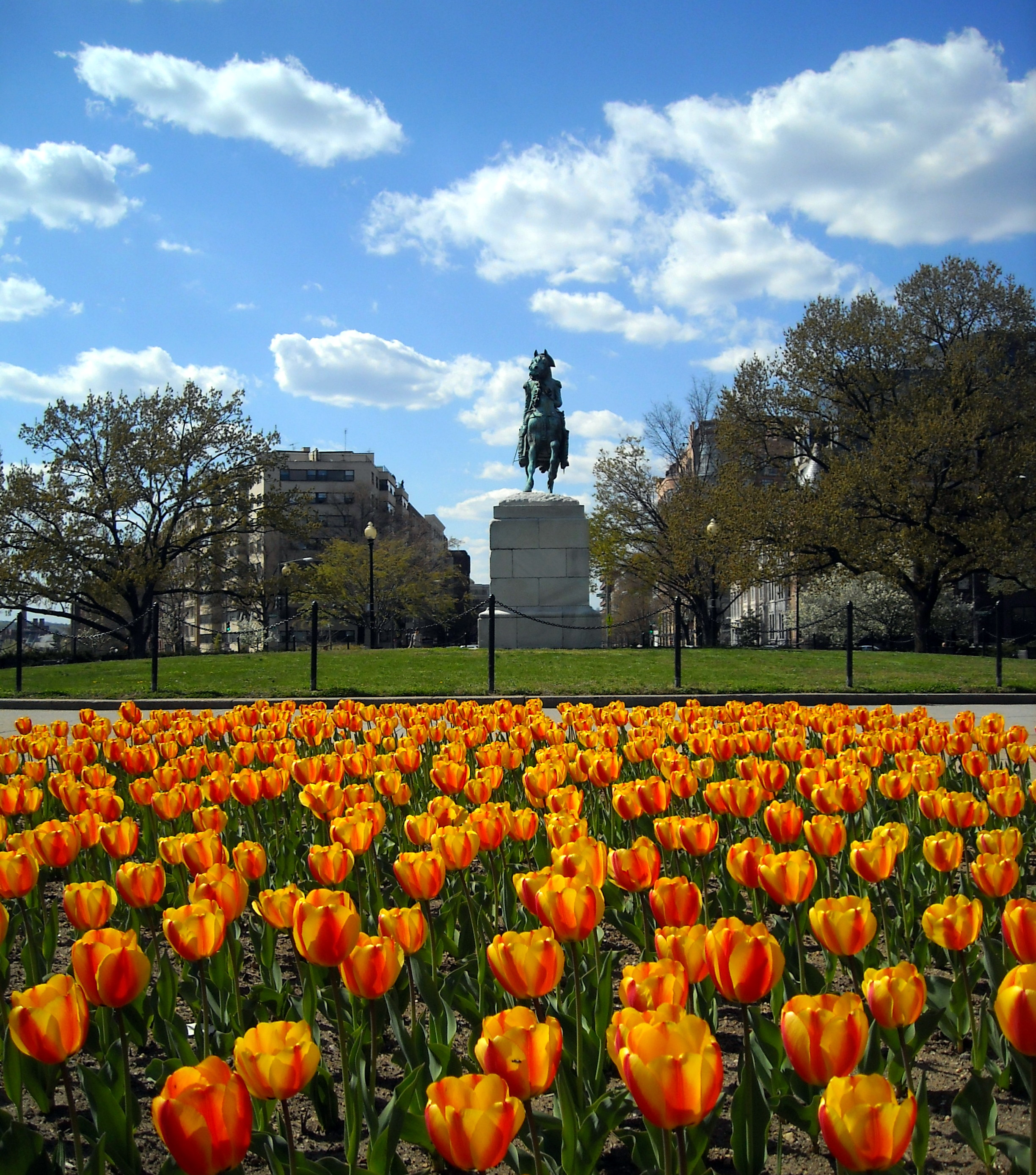
Statue de George Washington au Washington Circle, à Washington D.C.
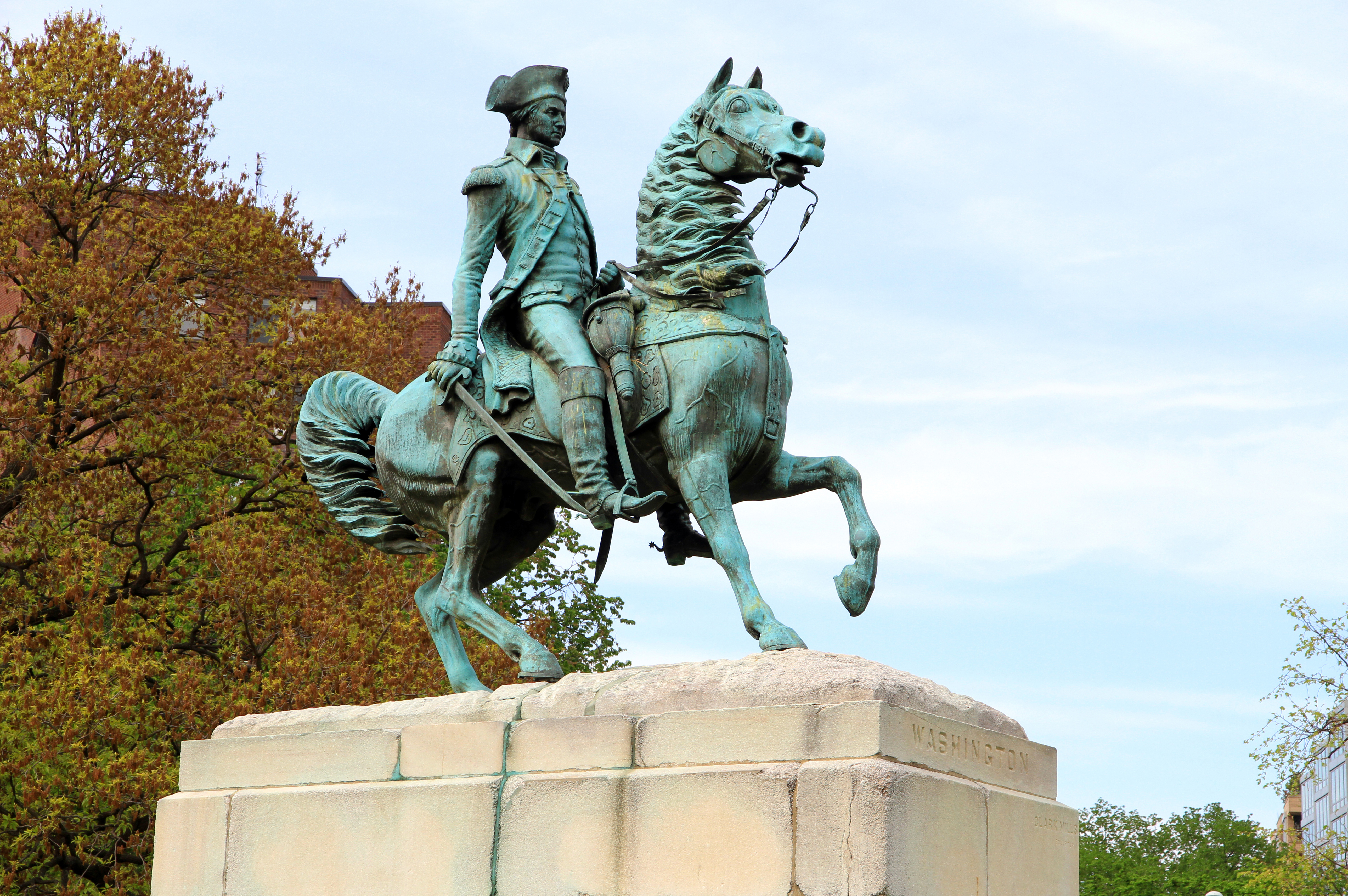
Autre image de la même statue.